# 2K (công ty)
2K là một hãng phát hành trò chơi điện tử Mỹ có trụ sở tại Novato, California. 2K được thành lập vào tháng 1 năm 2005 với tư cách là công ty con của Take-Two Interactive sau khi Take-Two Interactive mua lại Visual Concepts. Ban đầu công ty đặt trụ sở tại thành phố New York và chuyển đến Novato vào năm 2007. 2K được điều hành bởi chủ tịch David Ismailer và COO Phil Dixon.

## Studio
- 2K Chengdu tại Thành Đô, Trung Quốc; thành lập năm June 2011.[2]
- 2K Vegas tại Las Vegas, Nevada, Mỹ; thành lập năm 2006 với tên gọi 2K West, đổi tên năm 2013.[3][4]
- 31st Union tại thung lũng Silicon, California, Mỹ và Tây Ban Nha; thành lập năm 2019.[5][6]
- Cat Daddy Games tại Kirkland, Washington, Mỹ; thành lập năm 1996, được 2K mua lại năm 2003.[7]
- Cloud Chamber tại khu vực vịnh San Francisco, Mỹ và Montreal, Canada; thành lập năm 2019.[8]
- Firaxis Games tại Hunt Valley, Maryland, Mỹ; thành lập năm 1996, được 2K mua lại năm 2005.[9]
- Hangar 13 tại Novato, California, Mỹ; thành lập năm 2014.[10]
- Visual Concepts tại Novato, California, Mỹ; thành lập năm 1988, được 2K mua lại năm 2005.[11][12]

### Đã đóng cửa
- 2K Australia tại Canberra, Úc; thành lập năm 2000, được 2K mua lại năm 2006, đóng cửa năm 2015.[13]
- 2K China tại Thượng Hải, Trung Quốc; thành lập tháng 5 năm 2006, đóng cửa tháng 11 năm 2015.[14][15]
- 2K Czech tại Brno, Cộng hòa Séc; thành lập năm 1997, được 2K mua lại năm 2008, sáp nhập vào Hangar 13 năm 2017.[16]
- 2K Hangzhou tại Hàng Châu, Trung Quốc; thành lập năm 2007, đóng cửa tháng 11 năm 2016.[15][17]
- 2K Los Angeles tại Camarillo, California, Mỹ; thành lập năm 1998 với tên gọi Kush Games, được 2K mua lại năm 2005, đóng cửa năm 2008.[18]
- 2K Marin tại Novato, California, Mỹ; thành lập năm 2007, đóng cửa năm 2013.[19][20]
- Frog City Software tại San Francisco, Mỹ; thành lập năm 1994, được 2K mua lại năm 2003, đóng cửa năm 2006.[21]
- Indie Built tại Salt Lake City, Mỹ; thành lập năm 1982 với tên gọi Access Software, dược 2K mua lại và đổi tên 2004, đóng cửa năm 2006.[18]
- Irrational Games tại Westwood, Massachusetts, Mỹ; thành lập năm 1997, được 2K mua lại năm 2006, đóng cửa năm 2017 và được thay thế bởi Ghost Story Games.[22]
- PAM Development tại Paris, Pháp; thành lập năm 1995, được 2K mua lại năm 2005, đóng cửa năm 2008.[18]
- PopTop Software tại Fenton, Missouri, Mỹ; thành lập năm 1993, được 2K mua lại năm 2000, sáp nhập vào Firaxis Games năm 2006.[23]
- Venom Games tại Newcastle upon Tyne, Anh; thành lập năm 2003, được 2K mua lại năm 2004, đóng cửa năm 2008.[18][24]